# Adolf de Nassau, Rege romano-german

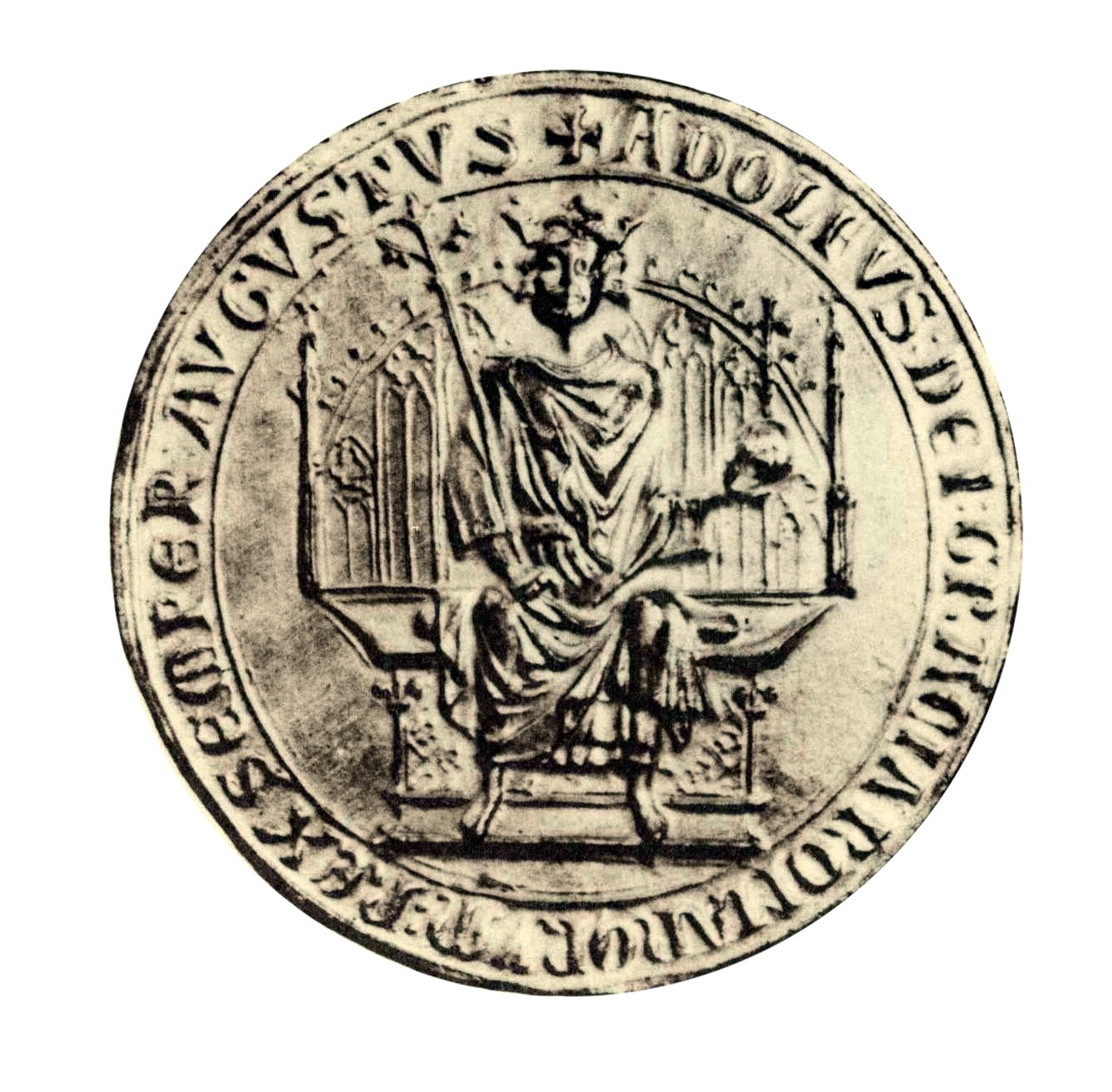
Sigiliul mic al tronului apaținând lui Adolf von Nassau din 1298

Adolf de Nassau  (n. 1255 – d. 2 iulie 1298, Göllheim, Renania-Palatinat, Germania) aparținând liniei Walram din Casa Nassau, a fost rege romano-german din 1292 până în 1298. Este considerat al doilea din rândul așa-numiților regi-conți și a fost primul conducător al Sfântului Imperiu Roman sănătos din punct de vedere psihic și fizic, pe care principii electori l-au destituit fără ca Papa să-i fi impus anterior interdicția bisericii. Adolf a murit în bătălia de la Göllheim în luptă cu ducele Albert I de Habsburg.

## Familia și descendenții
Adolf a fost al doilea fiu al contelui Walram al II-lea de Nassau și al soției lui, Adelaide de Katzenelnbogen. În jurul anului 1270 s-a căsătorit cu Imagina de Isenburg-Limburg.
Fratele său mai mare a fost Diether de Nassau, care a devenit arhiepiscop de Trier după moartea lui Adolf. Agnes de Isenburg-Limburg, sora Imaginei, era căsătorită cu Henric de Westerburg. Acesta era fratele arhiepiscopului de Köln, Siegfried de Westerburg. 
Din căsătoria lui Adolf cu Imagina au rezultat cel puțin opt copii, și anume:
- Henric (a murit tânăr)
- Imagina (a murit tânără)
- Rupert al VI-lea, conte de Nassau-Idstein-Wiesbaden (c.1280 – d.1304)
- Mechthild (c. 1280 – d. 1323), căsătorită în 1294 cu Rudolf I, conte palatin al Rinului
- Gerlach I, conte de Nassau-Idstein-Wiesbaden (c. 1288 – d. 1361)
- Adolf (n. 1292 – d. 1294)
- Adelheid, stareța mânăstirii Klarenthal începând din 1311 (d. 1338)
- Walram al III-lea, conte de Nassau-Wiesbaden (c. 1294 – d. 1324)

## Conte de Nassau
Adolf a devenit conte de Nassau în 1276. Moștenirea sa includea teritoriile familiei Nassau aflate la sud de râul Lahn, în Taunus. De asemenea, el stăpânea feudele Wiesbaden și Idstein, fiind în același timp guvernator al cetății Weilburg în numele episcopului de Worms. În plus era co-proprietar al teritoriilor ancestrale din jurul cetății Nassau și Laurenburg.
În jurul anului 1280 familia Nassau a intrat în conflict cu familia Eppstein (episcopul de Mainz), în urma căruia orașul Wiesbaden și cetatea Sonnenberg a fost distrus de familia Eppstein. În 1283 s-a ajuns la o înțelegere, iar orașul Wiesbaden și cetatea Sonnenberg au fost reconstruite. În afară de Idstein, Sonnenberg a devenit reședința contelui Adolf, iar orașului Idstein i-au fost acordate drepturi noi în 1287 și i s-au extins fortificațiile.
Prin medierea unchiului său Eberhard I de Katzenelnbogen, Adolf a ajuns la curtea regelui Rudolf I de Habsburg, prezența lui în anturajul regelui fiind confirmată în mod repetat de izvoarele istorice. În 1286, regele Rudolf i-a încredințat lui Adolf funcția de guvernator al cetății Kalsmunt din Wetzlar. Un an mai târziu, Adolf a primit conducerea cetății Gutenfels de lângă Kaub de la contele palatin al Rinului.
Adolf trecuse de vârsta de patruzeci de ani la vremea când a fost ales rege. Până atunci, activitățile sale politice se limitaseră la rolul de aliat al arhiepiscopului de Köln. Datorită colaborării sale cu arhiepiscopii de Köln și de Mainz, Adolf era probabil familiarizat cu situația politică din regiunea Rinului Mijlociu și din Mainz. Adolf, de înălțime mijlocie, amabil, curajos, obișnuit cu folosirea armelor, vorbea limba franceză și latină, ceea ce puțini nobili învățau la vremea respectivă. La moartea tatălui său, Walram al II-lea, Adolf a devenit conte de Nassau. Moștenirea sa cuprindea Idstein, Weilburg, orașul și curtea din Wiesbaden precum și Bleidenstadt. Curând el a construit o legătură între Idstein și Wiesbaden ceea ce a dus la un conflict cu arhiepiscopii de Mainz (din Casa Eppstein), cu Katzenelnbogen și Solms. Pentru a-și îmbunătăți veniturile, Adolf și-a oferit serviciile militare altora, între care și arhiepiscopului de Köln, Sigfried de Westerburg, de partea căruia a participat în 1280 la războiul de moștenire al domeniului Limburg. În Bătălia de la Worringen din anul 1288, menționată de istoria orașului Köln, Adolf a luptat de partea vărului său Henric și a arhiepiscopului Sigfried de Westerburg. În această luptă a fost luat prizonier de familia de Brabant, pentru o scurtă perioadă de timp. Posesiunile și puterea lui Adolf erau mai degrabă modeste. Acesta este motivul pentru care la alegerea regelui romano-german, Adolf de Nassau propus de Sigfried de Westerburg a fost preferat lui Albert de Habsburg propus de contele palatin al Rinului.
Prin alegerea lui Adolf episcopul de Köln (Sigfried de Westerburg) dorea să compenseze înfrângerea suferită în anul 1288.

## Alegerea ca rege romano-german

### Alianța principilor electori în favoarea lui Adolf
Predecesorul lui Adolf, regele Rudolf I, nu a reușit să-l convingă pe regele Venceslau al II-lea al Boemiei să susțină alegerea fiului său, Albert de Habsburg, ca succesor la tronul Sfântului Imperiu Roman. După moartea lui Rudolf, îndoielile lui Venceslau și ale celorlalți principi electori cu privire la Albert au persistat. Doar contele palatin Ludovic cel Strict i-a promis lui Albert că îl va alege. Potrivit unei surse datând din secolul al XIV-lea resentimentele față de Albert ajunseseră atât de departe încât arhiepiscopul de Köln, Siegfried de Westerburg, a cerut respingerea alegerii acestuia, argumentând că este principial greșit ca fiul să succeadă tatălui la tron.
Mai mult, Venceslau și Siegfried au căzut de acord cu Gerhard al II-lea de Eppstein, arhiepiscopul de  Mainz, că viitorul rege ar trebui să servească în principal interesele lor personale. Venceslau a reușit să-i atragă de partea sa și pe principii electori de Brandenburg și de Saxonia. Cel din urmă s-a angajat în scris pe 29 noiembrie 1291 că va vota la fel ca Venceslau. Este posibil ca margraful de Brandenburg să-și fi luat un angajament similar. Contele palatin și arhiepiscopul de Trier au acceptat decizia majorității principilor electori.

### Promisiuni electorale făcute principilor
Prin urmare, la întrunirea Colegiului Electoral, arhiepiscopul de Köln l-a propus pe Adolf de Nassau ca rege. În cazul alegerii sale, Adolf s-a declarat gata să facă concesii importante principilor electori și să le urmeze cererile politice.
Cu câteva zile înainte de alegeri pe 27 aprilie 1292, arhiepiscopul de Köln a fost primul pentru care Adolf a emis un certificat care conținea o listă lungă cu proprietăți confirmate, precum și o sumă de 25.000 de mărci de argint în cazul în care era ales. Mai mult, Adolf i-a promis ajutor împotriva anumitor oponenți, dar și ajutor general; în plus, el urma să nu admită vreun dușman al arhiepiscopului în consiliul său, iar după alegere, să ofere arhiepiscopului suficiente garanții pentru îndeplinirea promisiunilor, în caz contrar urmând să piardă tronul. Ultima clauză dovedește faptul că la sfârșitul secolului al XIII-lea, momentul încoronării constituia de fapt momentul decisiv al preluării puterii. Astfel se explică prezența acestei ultime clauze referitoare la garanțiile menționate. 
Ceilalți principi electori i-au cerut lui Adolf, de asemenea, confirmarea unor concesii similare, însă numai după alegeri. Cele mai mari concesii au fost cele acordate regelui Venceslaus al Boemiei pe 30 iunie 1292. Adolf a promis acestuia să retragă lui Albert de Habsburg dreptul asupra ducatelor Austria și Stiria. Acest lucru trebuia făcut în același mod în care regele anterior, Rudolf I, luase teritoriile imperiale care aparținuseră regelui Ottokar al II-lea, tatăl lui Venceslau. Albert trebuia însă mai întâi invitat la judecată. Dacă nu se supunea deciziilor instanței acestea urmau să fie puse în aplicare cu forța în termen de maxim un an. Astfel Venceslau urma să reintre în posesia teritoriilor care aparținuseră tatălui său.
Orașele Mühlhausen și Nordhausen au fost date arhiepiscopului de Mainz, Gerhard al II-lea, ceea ce corespundea intereselor acestuia în regiunea Turingia. Arhiepiscopul a primit și beneficii financiare. La fel ca omologul său din Köln, principele elector de Mainz a impus ca persoanele indezirabile lui să nu fie incluse în consiliul lui Adolf.
În comparație cu beneficiile pe care le-au primit electorii de Mainz, Köln și Boemia, concesiile făcute contelui palatin al Rinului și arhiepiscopului de Trier au fost mai modeste.
Pe 5 mai 1292 în Frankfurt pe Main, Adolf a fost ales rege în deplin acord al arhiepiscopului de Köln cu regele Boemiei, cu acceptul tacit al celorlalți principi electori. În această zi arhiepiscopul de Mainz l-a proclamat rege, iar pe 24 iunie arhiepiscopul de Köln l-a încoronat în Aachen. Datorită concesiilor și promisiunilor făcute anterior, Adolf avea practic puterea  limitată încă de la începutul domniei sale.

## Domnia

### Încălcarea promisiunilor electorale
Conform înțelegerii făcute cu arhiepiscopul de Köln, Adolf a rămas timp de patru luni după alegere pe teritoriul său. Arhiepiscopul se aștepta ca regele să revizuiască rezultatele bătăliei de la Worringen din 1288. El spera să-și recâștige influența în orașul Köln. În ciuda promisiunilor ferme făcute anterior principilor electori, Adolf a încheiat alianțe cu adversarii lor. De exemplu, el a confirmat și chiar a extins drepturile nobililor și ale orașului Köln, care se ridicaseră împotriva suveranului lor.
De asemenea, Adolf a încălcat foarte repede promisiunile privind ducatele Austria și Stiria. Diplomat inteligent, Albert de Habsburg a evitat o dispută cu noul rege predându-i însemnele regale (regalia imperiale), în posesia cărora se afla după moartea tatălui său, Rudolf I, în schimbul acordării formale a ducatelor Austria, Stiria, mărcii Windisch și orașului Pordenone în noiembrie 1292. Punerea la dispoziția lui Adolf a însemnelor puterii imperiale a reprezentat un indiciu suplimentar important al legitimității domniei regelui, deși nu era o cerință obligatorie. Cu fiecare nou certificat emis, Adolf s-a îndepărtat puțin câte puțin de promisiunile făcute fără a putea fi totuși acuzat în mod deschis că nu respectă aranjamentele și acordurile anterioare.
Adolf a acționat ca un conducător încrezător în sine și în alte direcții. Curtea sa era un magnet pentru toți cei ce căutau să obțină protecție împotriva stăpânilor teritoriali din imperiu care își extindeau puterea. Chiar la începutul domniei sale a reînnoit pacea generală inițiată de Rudolf I pentru încă zece ani și a stabilit încă cel puțin două păci regionale.
Adolf a folosit înfeudarea ca instrument important pentru exercitarea puterii sale de conducător. El a cerut principilor electori clerici chiar o răsplată pentru ceremonialul primirii însemnelor puterii regale și a insistat cu această cerere până la enervare. Contemporanii săi au văzut tendințe simoniste în această abordare. Istoricii de azi îl privesc însă mai mult ca pe un inovator în găsirea de noi surse de venituri pentru bugetul statului, ceea ce făcuseră de altfel și alți regi din vestul Europei. Recuperarea și administrarea proprietăților imperiale au fost, de asemenea, foarte importante pentru el. Printr-o politică a căsătoriilor inteligente, el a reușit să recâștige pentru imperiu foste proprietăți deja pierdute.

### Alianța cu Anglia
În 1294 stăpânirea sa era la apogeu. Adolf a încheiat o alianță împotriva Franței cu regele Angliei, Eduard I, și a primit pentru aceasta 60.000 de lire sterline, reprezentând 90.000 de mărci de aur. Alianța, percepută ca fiind de tip mercenar, era menită a fi o piedică în calea ideilor expansioniste al lui Filip al IV-lea al Franței. Adolf a folosit o parte din banii primiți, pentru a ocupa Meissen și Turingia în 1294-1295. El nu avea totuși puterea necesară pentru a atinge scopurile stabilite în acordul încheiat cu Eduard, care a folosit imaginea regelui și a principilor germani ca niște piese pe tabla de șah în interesul său. Tratatul a fost precedat de încercări ale Franței de a cuceri ducatul Burgundiei și comitatul Flandra. Pe fondulrăzboiului flamand de succesiune, Filip cel Frumos a încercat să extindă Franța prin ocuparea Flandrei. Prin urmare contele Guido de Dampierre a intermediat, alianța dintre Eduard I și Adolf pentru a obține protecția lor. Papa Bonifaciu al VIII-lea a ordonat pacea în 1295 și l-a amenințat pe Adolf cu excomunicarea dacă va începe războiul. Când Adolf a atacat Flandra pentru a-și îndeplini obligațiile din acordul cu Eduard I, puterea lui s-a dovedit insuficientă, resursele financiare ale Franței fiindu-i mult superioare. Faptul că Adolf nu a reușit să-și ducă până la capăt îndeplinirea obligațiilor i-a afectat reputația, deși inițial nu a avut consecințe.

### Politica în Turingia
Puțin mai târziu Adolf a intervenit în Turingia, care era sfâșiată de lupte. El a cumpărat domeniul stăpânit de Albert al II-lea de Meissen, folosindu-se de luptele izbucnite între Albert și fiii săi, Frederic și Dietrich. Adolf a făcut achiziția în nume propriu, în calitate de rege folosind, probabil, și bani primiți din Anglia. Din punct de vedere legal, acest lucru era permis, deoarece Adolf l-a convins pe stăpânul feudei să renunțe la ea și să o returneze imperiului. Mai mult, a transformat Marca de Meißen în feudă imperială după stingerea unei ramuri a Casei de Wettin, această feudă devenind literalmente lipsită de proprietar și fiind ocupată prin forță de unul dintre fii lui Albert al II-lea (cel Degenerat).
Această achiziție și recuperarea Mărcii Meissen au afectat interesele a patru principi electori. Arhiepiscopul de Mainz a putut dovedi ulterior că o parte a Turingiei nu era un feudă imperială, ci aparținea principatului ecleziastic Mainz. Boemia nu putea fi entuziasmată de creșterea puterii regelui la granița sa nordică, mai ales că Adolf promisese anterior Marca de Meissen lui Venceslau al II-lea. De asemenea, toți principii electori sperau să obțină un profit de pe urma frământărilor din Turingia. Pe lângă reîntoarcerea unor feude nesemnificative în imperiu, nu se poate ignora faptul că Adolf s-a străduit să-și mărească puterea pe plan intern. În primul rând, Adolf a reușit să obțină achizițiile în mod diplomatic convingându-l pe margraful de Brandenburg să acționeze, iar pe arhiepiscopul de Mainz și pe ducele de Saxonia să tolereze achiziția.
Pentru a-și atinge aceste scopuri au fost necesare două campanii sângeroase și încheierea unei păci regionale. Doi ani mai târziu, în vara anului 1296, la întrunirea Curții imperiale, Adolf a anunțat cu mândrie că a mărit în mod semnificativ proprietatea imperiului prin măsurile sale.

## Destituirea și moartea

### Alianța principilor electori împotriva lui Adolf
La baza disputei cu principii electorii a stat politica lui Adolf privind Turingia deși ea fusese acceptată anterior. La Rusaliile din 1297, conducătorii ambelor ramuri ale Casei de Brandenburg, ducele saxon și regele Boemiei s-au unit pentru a-și impune interesele. Arhiepiscopul de Mainz, Gerhard al II-lea s-a alăturat grupului.
În februarie 1298, situația pentru Adolf devenise periculoasă, deoarece Venceslau al II-lea al Boemiei și Albert de Habsburg hotărâseră să găsească o soluție pentru disputele privind ducatele Austria și Stiria, dispute ce duraseră prea mult. Ei au încheiat acorduri pentru cazul în care Adolf ar fi fost demis, iar Albert ar fi fost ales în locul său. Este posibil ca această întâlnire să se fi avut loc pe 2 iunie 1297 cu ocazia încoronării lui Venceslau care fusese amânată ani de zile. În ianuarie 1298, arhiepiscopul de Mainz i-a chemat la curtea imperială pe Albert și pe Adolf pentru a ajunge la un compromis, dar încercarea a fost zadarnică; au existat chiar lupte între cei doi pe Valea Rinului Superior, care s-au soldat cu mari pierderi, dar care nu au decis soarta conflictului. În mai 1298, arhiepiscopul de Mainz l-a invitat din nou pe rege la curte, pentru a soluționa disputa. Totuși, în calitate de parte implicată direct în conflict, regele nu putea fi în același timp și judecător; pe de altă parte, el trebuie să fi resimțit această invitație ca pe o provocare, din moment ce Albert ridicase armele împotriva lui,  care era rege de drept. O primă întâlnire pe 1 mai și încă una pe 15 iunie au rămas fără rezultate concrete.
O întâlnire între arhiepiscopul de Mainz, ducele de Saxonia și margrafii de Brandenburg (Otto al IV-lea cel cu Săgeată, Henric fără Țară și Hermann cel Lung ) pe 23 iunie 1298 a condus la un proces împotriva regelui însuși. Arhiepiscopul de Köln și regele Boemiei îl autorizaseră anterior pe arhiepiscopul de Mainz să acționeze în numele lor. La acest proces, Adolf a fost acuzat de numeroase infracțiuni, între care încălcarea continuă a păcii în Turingia și încălcarea promisiunilor făcute arhiepiscopului de Mainz. Adolf a fost declarat nevrednic de funcția sa și a pierdut demnitatea regală.

### Trucuri juridice pentru destituire

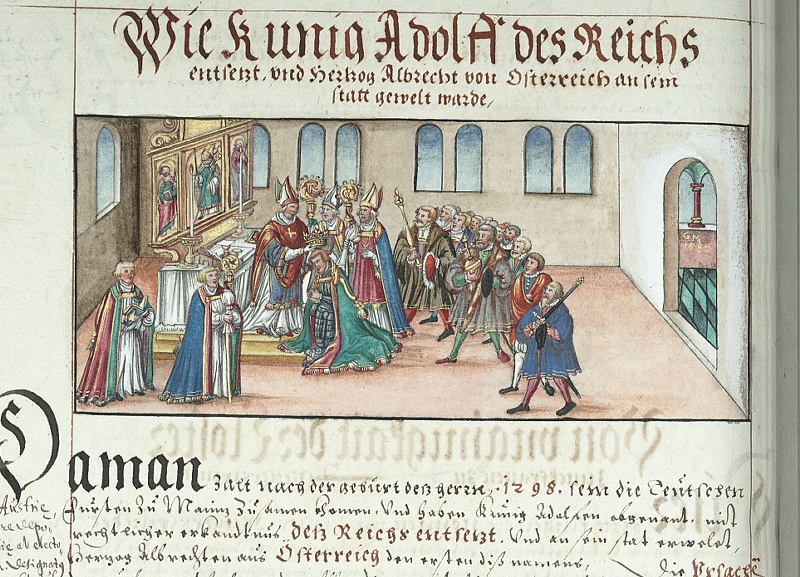
Demiterea lui Adolf de Nassau și alegerea lui Albert I ca rege, ilustrare din cronica episcopilor de Würzburg

În mod ciudat, Adolf nu a fost excomunicat de către papă înainte de a fi destituit. Papa probabil că nici măcar nu fusese implicat în procesul de destituire. Prinții au încercat să-și formuleze argumentele într-un mod similar cu Inocențiu al IV-lea cu ocazia destituirii lui Frederic al II-lea, dar procesul a fost unul de-a dreptul monstruos întrucât Adolf era ales și încoronat, conform accepțiunii timpului „prin voia lui Dumnezeu”, iar prinții și-au încălcat jurământul de credință făcut regelui. În lista rechizitoriului apar și fapte indignante care par ciudate la prima vedere, cum ar fi profanarea hostiilor și extorcarea simonistă de bani. Mai mult decât atât, la acea vreme nu exista o lege imperială privitoare la destituirea regelui. De aceea principii au invocat dreptul lor de vot, ca bază a dreptului lor de a destitui un rege. Această argumentare era problematică, deoarece demiterea lui Frederic al II-lea reprezenta deja un precedent. Conform reglementării canonice, doar Papa era autorizat să demită regele.

### Alegerea lui Albert și moartea lui Adolf
Albert de Habsburg a fost ales rege ca urmare a destituirii lui Adolf. Cum s-au desfășurat alegerile nu mai poate fi clarificat cu precizie azi, deoarece cronicarii nu au scris nimic despre asta. A rămas deschisă întrebarea dacă Albert într-adevăr nu a acceptat la început alegerea sa ca rege, așa cum a afirmat ulterior papa Bonifaciu al VIII-lea.
Una a fost înlăturarea lui Adolf și alta a fost executarea deciziei luate împotriva lui. Conflictul dintre regele Adolf și opoziția princiară s-a încheiat curând pe câmpul de luptă. Pe 2 iulie 1298 armata lui Adolf și cea a lui Albert s-au întâlnit în Bătălia de la Göllheim. Locul este situat în nordul palatinatului Rinului între Kaiserslautern și Worms, lângă masivul Donnersberg. După atacuri violente, Adolf a căzut împreună cu purtătorul său de stindard și cu alți câțiva adepți loiali. Apoi armata sa a părăsit câmpul de luptă și s-a destrămat.

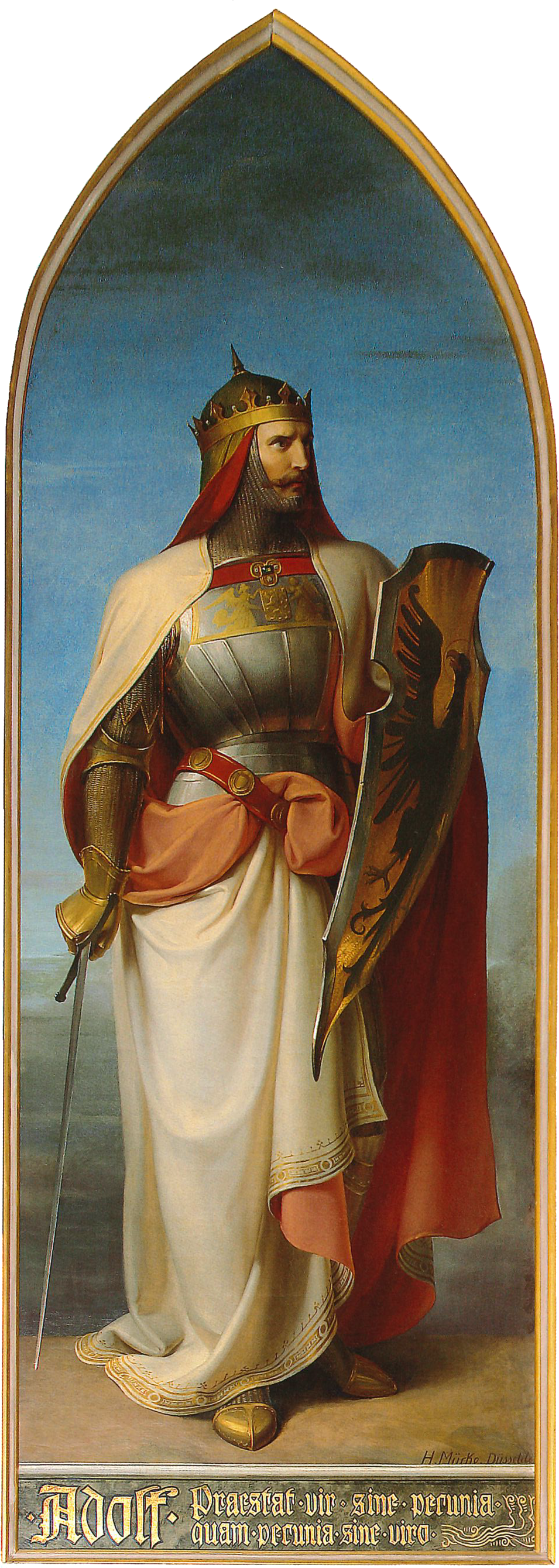
Tabloul din Sala Împăraților din Primăria din Frankfurt (Heinrich Mücke, 1841)

Albert i-a împiedicat pe însoțitorii  lui Adolf să-l înmormânteze pe rege în Domul din Speyer. Prin urmare, Adolf a fost înmormântat lângă Göllheim în mănăstirea cisterciană Rosenthal și abia ulterior mutat la Speyer. În Göllheim o cruce comemorativă amintește locul unde a murit Adolf. Aceasta este cea mai veche troiță din Palatinat.

## Concluzii
Scurta perioadă de domnie a lui Adolf de Nassau a fost marcată și dominată de încercări zadarnice de a readuce imperiul la mărimea teritorială anterioară. Adolf nu a avut puterea de a se opune divizării teritoriului mai ales în zona cursului mijlociu al Rinului, iar forța sa politică limitată nu a adus suportul necesar principilor electori pentru atingerea scopurilor lor. Adolf a fost victima intereselor egocentrice ale principilor care îl aduseseră pe tronul imperial.
Regele Henric al VII-lea a mutat pe 29 august 1309 sicriul lui Adolf în Domul din Speyer. Aici a fost înmormântat lângă Albert de Habsburg, care a fost ucis în 1308.
În 1824, ducele Wilhelm de Nassau a ridicat în memoria strămoșului său un monument în corul Domului, care se află acum în vestibulul. Acesta îl reprezintă pe Adolf în armură, îngenuncheat pentru rugăciune. Planul monumentului a fost întocmit de Leo von Klenze, iar realizarea aparține sculptorului Landolin Ohmacht. Într-o nișă din peretele vestibulului se află, de asemenea, o statuie mare a lui Adolf de Nassau, realizată de sculptorul Anton Dominik Fernkorn în1858.
Probabil în secolul al XIX-lea a apărut legenda conform căreia Adolf era un conte din zona Nürnberg. Această eroare s-a datorat probabil greșelii făcute pentru vărul său Emich I de Nassau-Hadamar, care devenise proprietarul castelului Kammerstein în jurul anului 1300 după căsătoria sa cu Anna de Nürnberg.
În 1841, ducele Adolf de Nassau (Mare Duce de Luxemburg) a comandat un portret al regelui Adolf pictorului Heinrich Mücke din Düsseldorf, care a fost expus în 1843 în Sala împăraților în primăria („Römer”) din Frankfurt. Imaginea îl prezintă pe regele Adolf cu armură și mantie albă, purtând o coroană din fier cu coif cu țeapă („Pickelhaube”), în mâna dreaptă ține o sabie, iar în stânga un scut cu vultur. În afară de semnătura pictorului, tabloul poartă o zicala latină „Praestat vir sine pecunia quam pecunia sine viro” (Mai bine un om fără bani decât bani fără un om). Portretul este o reprezentare idealizată în stil istoricist, care nu s-a bazat pe reprezentări anterioare. Heinrich Mücke nu avea la dispoziție nicio imagine contemporană a regelui, iar alte reprezentări, ca de exemplu cele atribuite lui Georg Friedrich Christian Seekatz, le-a respins pe motiv că erau mediocre.